# Paralaudakia bochariensis
Paralaudakia bochariensis là một loài thằn lằn trong họ Agamidae. Loài này được Nikolsky mô tả khoa học đầu tiên năm 1897.